# In the End (canción de Black Veil Brides)
«In the End»—en español: «En el fin»— es una canción de glam metal y hard rock interpretada por la banda estadounidense Black Veil Brides, perteneciente a su tercer álbum de estudio, Wretched and Divine: The Story of the Wild Ones. La canción fue lanzada el 31 de octubre de 2012 como el primer sencillo de Wretched and Divine, y es el sexto sencillo de la banda. Fue lanzado en la misma fecha para pre-ordenar el álbum completo. El sencillo estuvo en el número 39 de la lista Billboard Rock Songs y permaneció ahí durante dos semanas. "In the End" fue presentado como pista adicional del álbum recopilatorio Now That's What I Call Music! 45. También fue uno de los dos temas para el 2012 WWE Hell in a Cell evento de PPV. La canción apareció en el videojuego Guitar Hero Live. La banda en el recibió un premio de Revolver 2013 Golden Gods Award en la categoría de Mejor Canción por "In the End".

## Vídeo musical
Black Veil Brides subió el vídeo musical de la canción a la plataforma Youtube el 12 de diciembre de 2012. El vídeo musical muestra a la banda tocando en diferentes lugares que se utilizaron en su largometraje "Legion of the Black". Andy Biersack describe al vídeo como un tráiler para su película.[cita requerida] La banda toca sobre un lecho lago de sal, una iglesia y una fábrica de aceite abandonada, el vídeo ha llegado a un total de 171 millones de visitas y 1,6 millones me gusta.

## Listado de pistas
| N.º | Título       | Duración |  |
| 1.  | «In the End» | 3:48     |  |

## Personal
Black Veil Brides
- Andy Biersack – voz principal
- Jake Pitts – guitarrista principal
- Jinxx – guitarra rítmica, violín, chelo, coro
- Ashley Purdy – bajo, coro
- Christian Coma – batería

Producción
- Patrick Fogarty - director musical